# Carolina Nabuco
Carolina Nabuco, nascida Maria Carolina Nabuco de Araújo (Rio de Janeiro, 9 de fevereiro de 1890 – Rio de Janeiro, 18 de agosto de 1981) foi uma escritora e tradutora brasileira.
Em 1978, Carolina recebeu o Prêmio Machado de Assis, da Academia Brasileira de Letras, pelo conjunto da obra.

## Biografia
Carolina nasceu na cidade do Rio de Janeiro, em 1890. Era filha de de Evelina Torres Ribeiro Nabuco e de Joaquim Nabuco, escritor, diplomata e deputado geral do Império do Brasil, cofundador da Academia Brasileira de Letras. Carolina passou boa parte da infância em Petrópolis, mas a adolescência foi nos Estados Unidos, onde o pai era embaixador do Brasil.
Em 1928, publicou seu primeiro livro, a biografia de seu pai, Joaquim Nabuco, livro premiado com o Prêmio de Ensaio da Academia Brasileira de Letras.
Trabalhou como tradutora e escritora, tendo uma vida bastante discreta, sem nunca ter se casado ou tido filhos.

## A SucessoraeRebecca
A grande polêmica entre os dois romances, A Sucessora e Rebecca, (este último que inspiraria o filme homônimo de Alfred Hitchcock) gira em torno da possibilidade da autora Daphne du Maurier, autora de Rebecca, ter plagiado a obra de Carolina Nabuco.
Segundo conta a própria Carolina nas páginas de Oito décadas, ela traduzira A Sucessora para o inglês esperando vê-lo publicado nos Estados Unidos, e o enviou a uma agência literária de Nova York, com o pedido de que também fizesse contato com agentes na Inglaterra. Assim que leu Rebecca, escreveu ao agente nova-iorquino perguntando sobre o contato inglês, mas a resposta foi que não havia encontrado nenhum. Tempos depois, o New York Times Book Review publica um artigo ressaltando as semelhanças entre os dois romances.
O fato teve repercussão no Brasil, mas Carolina não cogitou processar os editores ingleses. Quando o filme Rebecca chegou ao Brasil, os advogados da United Artists a procuraram para que assinasse um termo (mediante uma compensação financeira) concordando que tinha havido "coincidência", mas Carolina negou-se.
Essa informação, declarada pela própria Carolina em suas memórias, corrige um engano da escritora Nelly Novaes Coelho, que afirma, em seu Dicionário Crítico de Escritoras Brasileiras (1711–2001), que Carolina teria processado a escritora inglesa por plágio.
Nina Auerbach, da Universidade da Pensilvânia, conta, em sua obra Daphne du Maurier, Haunted Heiress, que Carolina escrevera A Sucessora em 1934, enviando a tradução para um editor na Inglaterra, que seria o mesmo da romancista inglesa. Daphne teria sido uma das leitoras dessa tradução e, em 1937, começaria a Rebecca, publicado um ano depois, adaptado para o teatro em 1939 e para o cinema em 1940.
A Sucessora foi adaptada para a televisão por Manoel Carlos, em 1978, na TV Globo no horário das 18h.

## Morte
Carolina morreu em 18 de agosto de 1981, na cidade do Rio de Janeiro, aos 91 anos, devido a uma parada cardíaca.

## Obras
- A Vida de Joaquim Nabuco (1929, biografia)
- A Sucessora (1934, romance)
- Chama e Cinzas (1947, romance)
- Meu Livro de Cozinha (1977, receitas culinárias) [9]
- O Ladrão de Guarda-Chuva e Dez Outras Histórias (contos)
- Oito décadas (memórias)
- Santa Catarina de Siena (biografia)
- Virgílio de Melo Franco (biografia)
- Retrato dos Estados Unidos à luz da sua literatura (ensaio)